# إدموند موريسي
إدموند موريسي (بالإنجليزية: Edmund Morrissey)‏ هو سياسي أسترالي، ولد في 1914، وتوفي في 1965. حزبياً، نشط في حزب العمال الأسترالي. وقد انتخب عضو الجمعية التشريعية فيكتوريا.